# جوزيف إتش راش
جوزيف إتش راش (بالإنجليزية: Joseph H. Rush)‏ هو فيزيائي أمريكي، ولد في 17 أبريل 1911 في مقاطعة هيل في الولايات المتحدة، وتوفي في 12 سبتمبر 2006.